# Mangalpur
Mangalpur (nep. मंगलपुर) – gaun wikas samiti w środkowej części Nepalu w strefie Narajani w dystrykcie Chitwan. Według nepalskiego spisu powszechnego z 2001 roku liczył on 2951 gospodarstw domowych i 14508 mieszkańców (7382 kobiet i 7126 mężczyzn).